# Fama (fregata)
La Fama era una fregata di primo rango o fregata grossa (secondo il sistema di classificazione delle navi in uso nella Serenissima Repubblica, nel sistema di classificazione britannico sarebbe stato un vascello di III rango), prima unità della omonima classe ad entrare in servizio nella Marineria veneziana dove svolse il ruolo di nave ammiraglia durante la spedizione condotta dal capitano straordinario delle navi Angelo Emo contro i pirati barbareschi negli anni dal 1784 al 1786.
Catturata dai francesi a Corfù nel 1797 fu ridenominata Dubois e prese parte alla spedizione in Egitto condotta dal generale Bonaparte inquadrata nella squadra navale dell'ammiraglio Brueys. Rimasta gravemente danneggiata in seguito ad una collisione con la nave  ammiraglia, il vascello da 120 cannoni L'Orient, rimanendo seriamente danneggiata, non prese parte alla battaglia navale di Abukir ma rimase nel porto di Alessandria fino a quando non venne disarmata ed autoaffondata all’ingresso del porto per ostacolare eventuali tentativi di sbarco da parte della flotta anglo-turca al comando dell'ammiraglio inglese Keith.

## Storia
La costruzione della fregata di primo rango, detta anche fregata grossa, Fama fu autorizzata dal Senato, e la nave venne impostata presso l'Arsenale l’8 giugno 1782 sotto la direzione del Proto dei Marangoni Domenico Giacomazzi. Questo tipo di unità, caratterizzate da una grande potenza di fuoco e da dimensioni paragonabili ad un vascello di primo rango della Classe Leon Trionfante, erano costruite con un sistema denominato "ad ordinata doppia" adottato nel 1780 sotto l’impulso dell'ammiraglio Angelo Emo che a quell’epoca svolgeva i compiti di Ammiraglio dell’Arsenale.
L'unità fu varata il 31 marzo 1784, ed entrò in servizio nell'Armata Grossa il 19 maggio successivo sotto il comando del Capitano ordinario Iseppo Stalimene. Con il ruolo di nave  ammiraglia fu assegnata alla squadra navale che, al comando dell'ammiraglio Emo, salpò dal canale di Malamocco nel 1784 per attaccare i porti tunisini da cui partivano i pirati barbareschi per le loro incursioni.
Il 21 giugno di quell'anno una squadra navale veneziana, al comando del Capitano Straordinario delle Navi Emo, salpò da Venezia per recarsi a combattere nelle acque della Tunisia. Essa era composta dal vascello da 74 cannoni Forza (ammiraglio Giovanni Moro), dalla fregata grossa da 64 cannoni Fama (nave ammiraglia), dallo sciabecco Tritone, dalle bombarde Distruzione e Polonia, e dalla galeotta Esploratore. Raggiunta Corfù il giorno 26 luglio, alla squadra si unirono altre tre navi: la fregata Concordia, al comando del Governator di Nave Nobiluomo Tommaso Condulmer, e gli sciabecchi Cupido e Nettuno.  Nel 1785-1786, rinforzata dai vascelli da 74 cannoni Vittoria e Eolo, e dalle fregate Cavalier Angelo e Palma, la squadra navale veneziana eseguì bombardamenti contro Susa, Sfax, La Goletta e Biserta.  Quando nell'ottobre del 1786 Emo fu richiamato a Venezia, con parte delle unità, in seguito alla firma del trattato di pace con il Bey di Tunisi, Condulmer assunse il comando di tre fregate incrociando ancora in quelle acque fino alla fine dell'anno.
L'ammiraglio Emo si spense a bordo della Fama all'età di 61 anni, colpito pare da un infarto, il 3 marzo del 1792, a Malta, e le sue spoglie mortali ritornarono a Venezia a bordo della nave per esservi seppellite. Dopo aver effettuato in necessari lavori di raddobbo la fregata rientrò a Corfù, base avanzata della flotta, dove rimase fino al 1794. Rientrata a Venezia andò nuovamente ai lavori, al termine dei quali fu affidata  al comando del Capitano ordinario Zuane Millich.
Dopo la caduta della Repubblica di Venezia, avvenuta il 12 maggio 1797, il vascello fu catturato dai francesi a Corfù il 23 dello stesso mese, insieme alle rimanenti unità della Divisione del Levante. La nave fu ribattezzata Dubois in memoria di un generale caduto durante la Campagna d'Italia condotta dal generale Napoleone Bonaparte. 
Trasferita a Tolone all'inizio del 1798 la fregata fu riarmata presso l'arsenale con pezzi d'artiglieria di provenienza francese Durante il suo rimodellamento è stata ridotta anche a 64 anni, rimuovendo i 2 armi dalle armi da fuoco, analizzate e registrate. entrando a far parte della squadra navale dell'ammiraglio Brueys. e partecipò alla spedizione in Egitto condotta dal generale Bonaparte. Il 2 luglio entrò in collisione, nel porto di Alessandria con la nave ammiraglia francese, il vascello da 120 cannoni  L'Orient, rimanendo seriamente danneggiata. Non prese parte alla battaglia navale di Abukir ma rimase nel porto di Alessandria e fu utilizzata come sede del comando dal generale Kléber fino al marzo del 1800.
Non essendo considerata riparabile con i mezzi in dotazione del corpo di spedizione francese, che si trovava ormai isolato in Egitto, la nave fu disarmata ed autoaffondata all’ingresso del porto per ostacolare eventuali tentativi di sbarco da parte della flotta anglo-turca al comando dell'ammiraglio inglese Keith. Dopo la capitolazione francese gli inglesi decisero di demolire sul posto il relitto della nave, non considerando fattibile il suo recupero.

### Annotazioni
1. ↑  Domenico Giacomazzi era discendente  da una famosa famiglia di costruttori che operava presso l'Arsenale da molto tempo.
2. ↑  Il Capitano ordinario Iseppo Stalimene era deceduto in quello stesso anno.
3. ↑  Si trattava di 26 cannoni da 24 lb, 26 da 18 lb, 12 da 6 lb, e 6 lb posti sul cassero.

### Fonti
1. 1 2  http://www.veneziamuseo.it/ARSENAL/schede_arsenal/fregate.htm.
2. 1 2 3 4  Levi 1896, p. 38.
3. 1 2  Cau 2011, p. 158.
4. ↑  Dandolo 1855, p. 37.
5. ↑  Dandolo 1855, p. 38.
6. ↑  Levi 1896, p. 50.
7. ↑  Levi 1896, p. 52.
8. ↑  Fremont-Barnes 2011, p. 33.

### Periodici
- Paolo Cau, Gli ultimi quindici anni della Marina Veneta nei documenti dell'Archivio di Stato a Cagliari, in Le armi di San Marco, Verona, Società Italiana di Storia Militare, 2011.
- Paolo Del Negro, La politica militare veneziana nel 1796-1797, in Le armi di San Marco, Verona, Società Italiana di Storia Militare, 2011.
- Guido Ercole, La batteria galleggiante “Idra”, in Storia Militare, n. 264, Parma, Ermanno Albertelli Editore, settembre 2015.